# 1988 في السعودية
تحتوي هذه المقالة على أهم الأحداث التي شهدتها السعودية في 1988، إضافة إلى أهم الشخصيات السعودية التي وُلدت أو تُوفيت في هذه السنة.

## السياسة

### الحكم
الملك: فهد بن عبد العزيز آل سعود

## أحداث
- تغيير مسمى شركة أرامكو الأمريكية بمرسوم ملكي إلى أرامكو السعودية.
- افتتاح مطار وادي الدواسر والسليل جنوب منطقة الرياض.
- إقامة بطولة الخليج التاسعة في المملكة العربية السعودية و فوز منتخب العراق بها . [1]

### يناير
- 1: السعودية في الألعاب الأولمبية الصيفية 1988

### فبراير
- 8: افتتاح المعرض السنوي الثالث للكتاب من تنظيم معهد الضباط بصالة الفنون التشكيلية بمعهد العاصمة النموذجي بشارع  المعذر و يفتتحه مساعد مدير الأمن العام لشئون العمليات اللواء عبدالله بن محمد مؤمنه .[2]
- 10: طائرة إخلاء طبي تنقل كليتي طفل متوفى في تبوك إلى جدة والرياض بعد أن تبرع والده بهما لغرض زراعتهما لمريضين قضيا فترة طويلة في المعاناة من الفشل الكلوي . الطفل السعودي بعمر 8 سنوات و كان بحالة موت دماغي . [3]
- 22: هيئة الإغاثة الإسلامية العالمية التابعة لرابطة العالم الإسلامي تقيم حفل افتتاح مشروع سنابل الخير بحضور الأمير سعود بن عبدالمحسن نائب أمير منطقة مكة المكرمة . [4]
- 22: الجمعية الخيرية بمكة تنفذ مشروعات سكنية تضم 394 وحدة سكنية بتكاليف قدرها 80 مليون ريال . [5]

### مارس
- 3: غادرت الرياض إلى القاهرة طائرة من طائرات القوات الجوية الملكية السعودية تحمل هدية مقدمة من السعودية إلى حكومه جمهورية مصر العربية وهي عبارة عن مائتي فسيلة نخيل من أجود الأصناف الموجودة في المملكة من نوعية / نبوت السيف والبرحي والسكري وحلوة المدينة . [6]
- 3: وزارة الداخلية السعودية تعلن عن تطبيق عقوبتي السجن والغرامة لعدد من المرتشين والمزورين . [7]
- 15: الأمير سلمان بن عبدالعزيز يفتتح متنزهي عليشة والوادي في العاصمة الرياض حيث ينقسم متنزه عليشة إلى أربعة أجزاء رئيسية هي منطقة المدخل و الكافتيريا و منطقة ملاعب الأطفال و منطقة النخيل والمنطقة المفتوحة . بينما تبلغ مساحة متنزه الوادي حوالي 52 ألف متر مربع و تقع به مزرعة نخيل تغطي 40% من مساحة المتنزه . [8]

### أبريل
- 11: محمد أبا الخيل وزير المالية والاقتصاد الوطني في المملكة العربية السعودية يتوجه إلى واشنطن ليرأس وفد المملكة في اجتماعات اللجنة المؤقته عن صندوق النقد الدولي و لجنة التنمية المنبثقة عن البنك الدولي للإنشاء والتعمير . [9]
- 11: الأمير فهد بن سلطان بن عبدالعزيز أمير منطقة تبوك يفتتح المعرض السنوي الثالث لأنشطة مدارس البنات بمنطقة تبوك . [10]
- 14: طائرة تابعة للقوات الجوية الملكية السعودية تتوجه نحو السودان لإغاثة المتضررين من الجفاف في الدول الإفريقية . [11]
- 14: تلقت مكاتب اللجان الشعبية لمساعدة مجاهدي فلسطين دفعة جديدة من التبرعات بلغت 1.979.00 ريال ليصل مجموع ما تلقته اللجان بهذه الدفعه إلى مبلغ مليونين و تأتي هذه الدفعة من التبرعات في إطار الحمله التي دعا إليها الأمير سلمان بن عبدالعزيز أمير منطقة الرياض و رئيس اللجنة الشعبية لمساعدة مجاهدي فلسطين . [12]
- 20: وقعت المملكة وجمهورية الصين الوطنية اتفاقية للتعاون الثقافي في تايبيه تتضمن تبادل الزيارات بين المسئولين عن التعليم والاعلام عن كلا البلدين و تبادل الخبرات التعليمية كذلك تجديد اتفاقيه التعاون الخاصه بالعلوم النووية بين جامعة الملك سعود و تشينج هوا الطبية و تبادل الزيارات للاعلاميين و تبادل البرامج التلفزيونيه. [13]
- 20: افتتاح المعرض الجماعي التشكيلي لفنانات تشكيليات سعوديات بصالة الفنون التشكيلية بمعهد العاصمة النموذجي بالرياض و يضم المعرض 88 لوحة تشكيلية لـ 14 فنانة منهم : الأميرة نورة بنت بدر بن محمد و فوزية عبداللطيف و سلمى الكثيري و هاله فرعون و عفت فدعق و منى القصيبي و فاطمة سعود عمران و نوال مصلي , نينا بركات فرعون . شريفة تركي السديري , دنيا رشدي العظمه , هند نصير .[14]
- 27: الأمير سعود بن عبدالمحسن نائب أمير منطقة مكة المكرمة يفتتح المعرض السنوي للكتاب والذي تنظمه جامعة الملك عبدالعزيز بالخيمة الرياضية بجدة. [15]

### مايو
- 11: مجلس الطيران المدني للدول العربية يقرر في اجتماع استثنائي : مقاطعة طائرات ايران و منعها من استخدام الأجواء والمطارات العربية ردا على ما حدث للطائرة الكويتية الجابرية . [16]
- 11: المديرية العامة للشئون الصحية بمنطقة مكة المكرمة تفتتح مركزين صحيين للرعاية الصحية الأولية بمدينة جدة ضمن خطة تعمل عليها المديرية لافتتاح 21 مركزا صحية في مختلف أنحاء جدة لتكون الخدمة الصحية في متناول المواطنين قرب سكنه أينما كان . [17]

### سبتمبر
- 13: الملك فهد يضع حجر الأساس لأكبر توسعة شهدها المسجد الحرام منذ 14 قرن [18]
- 20: وضع حجر الأساس لمشروع توسعة المسجد النبوي الشريف [18]

## مواليد

### يناير
- 1:
  - خالد بن سلمان بن عبد العزيز آل سعود أمير سعودي.
  - فهد السبيعي لاعب كرة قدم سعودي.
- 4: آزاد البرازي سبّاح سوري.
- 15: عبد الله الصالح لاعب كرة قدم سعودي.
- 28: حسين المقهوي لاعب كرة قدم سعودي.
- 29: أحمد الفريدي لاعب كرة قدم سعودي.

### فبراير
- 3: عبد الرحمن الخيبري لاعب كرة قدم سعودي.
- 5: سامي بشير لاعب كرة قدم سعودي.
- 15: عايض الجوني لاعب كرة قدم سعودي.
- 18: عماد حنتول لاعب كرة قدم سعودي.

### مارس
- 1: علي عطيف لاعب كرة قدم سعودي.

### أبريل
- 8: مسلم الفريج لاعب كرة قدم سعودي.
- 26: أحمد بيضي لاعب كرة قدم سعودي.

### مايو
- 20: بدر النخلي لاعب كرة قدم سعودي.

### يونيو
- 7: خالد أحمد الغامدي لاعب كرة قدم سعودي.
- 9: فهد عصام لاعب كرة قدم سعودي.
- 17: سهو مطلق المطيري لاعب كرة قدم سعودي.

### يوليو
- 1:
  - عبد الله الموسى لاعب كرة قدم سعودي.
  - ماجد هزازي لاعب كرة قدم سعودي.
- 12:
  - سلمان الحريري لاعب كرة قدم سعودي.
  - مرعي المقعدي لاعب كرة قدم سعودي.
- 15: عوض خميس لاعب كرة قدم سعودي.
- 18: فيصل عيادة الظفيري لاعب كرة قدم سعودي.
- 27:
  - مصطفى المعيلو لاعب كرة قدم سعودي.
  - نايف هزازي لاعب كرة قدم سعودي.
- 30: فؤاد الحارثي لاعب كرة قدم سعودي.

### أغسطس
- 1:
  - ناصر الصيعري لاعب كرة قدم سعودي.
  - يوسف الرشيدي لاعب كرة قدم سعودي.
- 10: عباس إبراهيم مغني سعودي.
- 19: أحمد كرنشي لاعب كرة قدم سعودي.
- 29: وديع العبيد لاعب كرة قدم سعودي.
- 30: عبد الكريم الخيبري لاعب كرة قدم سعودي.

### سبتمبر
- 6: علي آل تركي لاعب كرة قدم سعودي.
- 8: محمد أمان لاعب كرة قدم سعودي.
- 14: محمد الداهي لاعب كرة قدم سعودي.
- 15: سعيد العيسى لاعب كرة قدم سعودي.

### أكتوبر
- 2: سابين مغنية وممثلة لبنانية.
- 5: سلمان المؤشر لاعب كرة قدم سعودي.
- 6: عبد العزيز اليوسف لاعب كرة قدم سعودي.
- 11: عبد العزيز الدوسري لاعب كرة قدم سعودي.
- 14: يوسف أحمد لاعب كرة قدم قطري.
- 21: ماجد نصيب لاعب كرة قدم سعودي.
- 29: علي الشعلة لاعب كرة قدم سعودي.
- 31: أحمد السهيل لاعب كرة قدم سعودي.

### نوفمبر
- 10: بدر الدعيع لاعب كرة قدم سعودي.
- 16: عبد الله الحويل لاعب كرة قدم سعودي.

### ديسمبر
- 3: أحمد عسيري لاعب كرة قدم سعودي.
- 15: ناصر المحيني لاعب كرة قدم سعودي.

## وفيات

### فبراير
- 20: شقران بن سعود بن عبد العزيز آل سعود (مواليد 1958)

### مايو
- 29: سالم بن لادن (مواليد 1946) رائد أعمال سعودي.

### نوفمبر
- 26: محمد بن عبد العزيز آل سعود (مواليد 1918) سياسي سعودي.